# Batna (provins)

Batnas provins i Algeriet

Batna (arabiska ولاية باتنة) är en provins (wilaya) i nordöstra Algeriet. Provinsen har 1 128 030 invånare (2008). Batna är huvudort.

## Administrativ indelning
Provinsen är indelad i 22 distrikt (daïras) och 61 kommuner (baladiyahs).